# Dendryphantes sexguttatus
Dendryphantes sexguttatus är en spindelart som först beskrevs av Cândido Firmino de Mello-Leitão 1945.  
Dendryphantes sexguttatus ingår i släktet Dendryphantes och familjen hoppspindlar. Inga underarter finns listade i Catalogue of Life.